# Quinta do Paço de Arnelas
A Quinta do Paço de Arnelas é um complexo rural histórico situado a Sul da povoação de Arnelas, na freguesia de Sandim, Olival, Lever e Crestuma, no Município de Vila Nova de Gaia, em Portugal.

## Descrição
A Quinta do Paço de Arnelas está situada a Sul da povoação de Arnelas, a cerca de 16,7 Km de distância da foz do Rio Douro. A propriedade tem cerca de 10,8 Ha, ocupando uma faixa de 445 m na margem do Rio Douro. Os terrenos são, em grande parte, compostos por declives acentuados, sendo ocupados por uma extensa mancha florestal, que é de grande importância do ponto de vista ecológico, para evitar a erosão. Com efeito, grande parte do território não construído da quinta foi classificado como Estrutura Ecológica Fundamental, sendo igualmente considerada como como Reserva Ecológica Nacional.
A propriedade foi descrita no Plano Estratégico para o Desenvolvimento das Encostas do Douro como sendo formada por «áreas agro-florestais, possuindo terrenos férteis (sedimentares) e, em grande parte, planos, onde se produz milho.». Entre a flora presente na quinta ainda se podem encontrar árvores de fruto como castanheiros, figueiras e nespereiras, e alguns antigos suportes para vinha, como vigas, que revelam a antiga utilização da propriedade como complexo de produção agrícola.

## História
Em meados do século XVIII, a Quinta do Paço de Arnelas era propriedade dos Condes da Feira. A Quinta do Paço também fez parte da Casa do Infantado. A Quinta é visível numa gravura de Arnelas, elaborada por Cesário Augusto Pinto em 1849. Nos finais do século, a Quinta do Paço estava na posse da Viscondessa de Balsemão e do seu esposo, Roberto Guilherme Woodhouse.
Existem alguns problemas com a identificação dos edifícios primitivos na Quinta, embora o conjunto seja considerado como de grande valor patrimonial, surgindo como elemento com nível de protecção integral no regulamento do Plano Director Municipal da Câmara Municipal de Gaia, publicado em Julho de 2009.
Em 1986, o Gabinete de História e Arqueologia do município de Vila Nova de Gaia fez uma proposta ao Instituto Português do Património Cultural, no sentido de classificar a localidade em si de Arnelas, em conjunto com várias propriedades em redor, incluindo a Quinta do Paço, como Imóveis de Interesse Público. O processo foi enviado para a Direcção Regional do Porto do IPPC em 1992, mas não chegou a ter seguimento.
No regulamento do Plano Director Municipal da Câmara Municipal de Gaia, publicado em Julho de 2009, a Quinta do Paço surge como elementos com nível de protecção integral.